# Norweskie Muzeum Kolejowe
Norweskie Muzeum Kolejowe (norw. Norsk Jernbanemuseum) – norweskie muzeum kolei zlokalizowane w Hamar.

## Położenie i ekspozycja

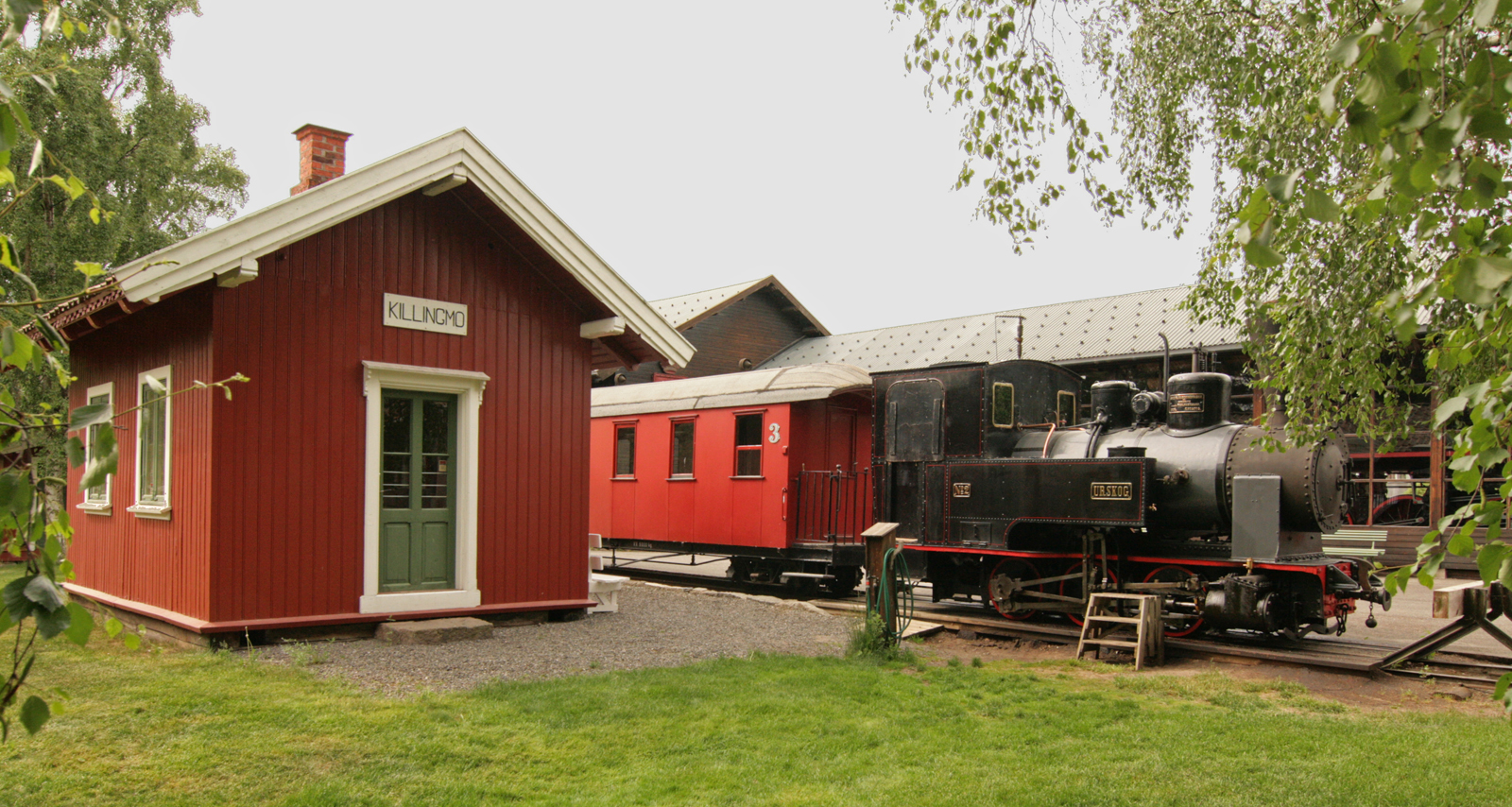
Wąskotorowy parowy pociąg turystyczny

Ekspozycja składa się z dwóch części: wystawy w budynku (wewnątrz m.in. biblioteka z literaturą kolejową i fotografiami) i parku kolejowego z odcinkami czynnych torowisk. W okresie letnim w parku kursuje skład wąskotorowy. Całość znajduje się w zachodniej części miasta, nad jeziorem Mjøsa.

## Historia
Od 1896 muzeum dokumentuje historię kolei w Norwegii i jej rolę w społeczeństwie na przestrzeni lat. Muzeum zostało założone przez byłych pracowników kolei jako placówka prywatna. Należy do najstarszych muzeów kolejowych świata. Początkowa skromna kolekcja obejmowała fotografie, ilustracje i rysunki techniczne. W latach 1896–1912 znajdowała się na drugim piętrze dworca kolejowego w Hamar. 
W latach 1912–1930 ekspozycja pozostawała niedostępna, a eksponaty umieszczono w magazynie. W 1930 placówkę przebudowano na wzór skansenu we wschodniej części miasta, z kilkoma starszymi budynkami dworcowymi i krótkim odcinkiem toru. Miejsce to znajdowało się daleko od działającej linii kolejowej (Dovrebanen), a przenoszenie ciężkich eksponatów okazało się kosztowne i trudne. Kolekcja stopniowo powiększała się i pod koniec lat 40. XX wieku władze miejskie zaczęły szukać nowej lokalizacji. Muzeum zostało przeniesione do obecnej lokalizacji w parku muzealnym nad jeziorem Mjøsa, a otwarcie zbiegło się z sześćdziesiątą rocznicą otwarcia placówki (1956). Muzeum składało się z nowego budynku głównego z halą wystawienniczą i parku na zewnątrz z torowiskami, urządzeniami sygnałowymi i oryginalnym wyposażeniem budynków stacyjnych. Od 1962 w ofercie dla zwiedzających znajdują się przejazdy wąskotorowym pociągiem parowym.
1 grudnia 1996 muzeum zmieniło nazwę z NSB Jernbanemuseet na Norsk Jernbanemuseum, co było związane ze zmianami na kolejach norweskich. Nazwa Norsk Jernbanemuseum obowiązywała również w latach 1896-1946. Pod koniec lat 80. muzeum po raz kolejny stało się zbyt małe i poszukiwano w związku z tym nowej lokalizacji lub dodatkowej przestrzeni ekspozycyjnej. W rezultacie Norweskie Koleje Państwowe (NSB) zakupiły grunty na północ od obecnego parku muzealnego. Część tę otwarto w 2003.